# Arugisa
Arugisa is een geslacht van vlinders van de familie spinneruilen (Erebidae), uit de onderfamilie Hypeninae.

## Soorten
- A. albipuncta Hampson, 1926
- A. albomarginata Druce, 1891
- A. aliena Walker, 1865
- A. antinoe Druce, 1891
- A. drucella Nye, 1975
- A. gyrochila Butler, 1879
- A. latiorella Walker, 1863
- A. oppressa Schaus, 1911
- A. pilosa Warren, 1889
- A. rubiginosa Hampson, 1926
- A. subterminata Hampson, 1926
- A. watsoni Richards, 1941